# سم استاین
سم استاین (انگلیسی: Sem Steijn؛ زادهٔ ۱۲ نوامبر ۲۰۰۱) بازیکن فوتبال اهل هلند است که برای باشگاه فوتبال فاینورد در پست هافبک تهاجمی بازی می‌کند.

## افتخارات

### شخصی
- بهترین بازیکن فصل لیگ برتر فوتبال هلند(۱): ۲۵–۲۰۲۴
- آقای گل لیگ برتر فوتبال هلند(۱): ۲۵–۲۰۲۴